# Entaireft
Entaireft (en árabe: انتيرفت‎ en francés: Ntirift) es una localidad del Sáhara Occidental controlada por Marruecos, en la provincia de Río de Oro. Se encuentra a unos 60 km al norte de Dajla.
Hasta 1976 perteneció al Sahara español. 